# 29346 Mariadina
29346 Mariadina (1995 DB13) là một tiểu hành tinh vành đai chính được phát hiện ngày 25 tháng 2 năm 1995 bởi M. Tombelli ở Asiago Observatory.